# Хан Мингу
Хан Мингу (кор. 한민구, общепринятая латинская транскрипция — Han Min-goo; 30 августа 1953, Чхонджу) — корейский военачальник, 36-й председатель Объединённого комитета начальников штабов и 44-й министр обороны Кореи. 

## Образование
- Окончил Среднюю школу Чхонджу
- Военная академия Кореи (Бакалавр наук)
- Сеульский национальный университет (Бакалавр искусств)
- Университет Ёнсе (Магистр в иностранных дел и национальной безопасности)